# Sociedade Paraense de Defesa dos Direitos Humanos
A Sociedade Paraense de Defesa dos Direitos Humanos (SDDH) é uma Organização Não-Governamental de defesa dos direitos humanos e da democracia. Foi criada em 1977, em Belém, e reconhecida como de utilidade pública para o município de Belém pela Lei nº 7.623, de 1993.
Criada em pleno regime militar, concentrou a sua atuação inicial na área urbana, contra a violência policial. Em 1986, fundou um núcleo em Marabá, dedicado à luta pela reforma agrária.

## Histórico
Em 1979, a SDDH lançou o jornal alternativo Resistência - resistir é o primeiro passo, que chegou a conquistar um Prêmio Esso de jornalismo. A luta contra a violência foi respondida com repressão. Dois presidentes da entidade, Paulo Fontelles e Jaime Teixeira, foram assassinados. Além disso, a gráfica onde era impresso o Resistência foi incendiada, e as bancas de revista que o vendiam sofreram atentados a bomba.
Na época, os organizadores procuravam somar forças a partidos políticos, movimentos sociais, sindicatos e segmentos da Igreja Católica ligados à Teologia da Libertação.
Apesar da repressão, a ONG continuou atuando, dedicando especial atenção a casos como o massacre de Eldorado dos Carajás, em 1996.
Aos poucos, sua área de atuação se deslocou das denúncias de violações dos direitos humanos para ações propositivas e de construção da cidadania. 

## Articulação com entidades
A SDDH participa de vários conselhos e fóruns. A instituição é filiada ao Movimento Nacional de Direitos Humanos e à Associação Brasileira de Organizações Não Governamentais.

## Atuações
- Programa de acesso à Justiça (PAJ)
- Educar e Resistir na Amazônia
- Agenda Propositiva pelo Desencarceramento
- Em Defesa de Quem Defende a Amazônia